# German Kapitonovich Malandin
German Kapitonovich Malandin (tiếng Nga: Ге́рман Капито́нович Мала́ндин; 3 [15] tháng 12 năm 1894 - 27 tháng 10 năm 1961) là một lãnh đạo quân sự Liên Xô, hàm Đại tướng (1948), Giáo sư (1961).

## Tiểu sử
Ông sinh ra trong một gia đình công nhân viên chức. Ông tốt nghiệp tiểu học ở Nolinsk và năm 1912, theo học trung học ở Vyatka, rồi vào khoa luật của Đại học Moskva.
Sau khi Thế chiến thứ nhất bùng nổ, năm 1915, ông được biên chế vào Quân đội Đế quốc Nga, tốt nghiệp Trường Quân sự Aleksandrovskoye ở Moskva năm 1915. Ông đã từng chiến đấu trên mặt trận Tây Nam và Romania, chỉ huy một đại đội. Năm 1917, ông giữ chức vụ phụ tá cao cấp của bộ chỉ huy quân đoàn (tương đương với chức vụ trưởng phòng tác chiến cấp quân đoàn). Năm 1917, ông tốt nghiệp khóa học súng máy của sĩ quan. Cấp bậc cuối cùng trong quân đội Nga là trung úy.
Sau Cách mạng Tháng Mười và sự sụp đổ của Đế quốc Nga vào đầu năm 1918, ông xuất ngũ. Ông trở lại Nolinsk, làm công việc điều hành san lấp mặt bằng trong chuyến khảo sát tuyến đường sắt Rybinsk - Krasnoufimsk.

### Nội chiến
Ông được động viện vào Hồng quân tháng 9 năm 1918. Trong Nội chiến Nga, ông là trưởng phòng huấn luyện và đào tạo của văn phòng đăng ký và nhập ngũ huyện Nolinsky, chỉ huy một tiểu đoàn của trung đoàn súng trường 204, chỉ huy trung đoàn 2 Vyatka ở Sarapul, từ năm 1919, ông chỉ huy một lữ đoàn súng trường, từ tháng 9 năm 1920 - là trưởng phòng quân sự của văn phòng đăng ký và nhập ngũ tỉnh Vyatka, từ tháng 4 năm 1921 giữ cùng chức vụ ở tỉnh Ufa. Ông không chiến đấu trực tiếp trên các mặt trận của Nội chiến, nhưng tham gia tích cực vào cuộc chiến chống thổ phỉ và bạo loạn.

### Thời kỳ giữa hai cuộc chiến
Từ tháng 8 năm 1921, ông là Tham mưu trưởng Lữ đoàn súng trường độc lập 66t của Quân khu Volga ở Ufa. Từ tháng 4 năm 1922 - Tham mưu trưởng Sư đoàn bộ binh 57 Ural. Năm 1926, ông tốt nghiệp khóa học sĩ quan chỉ huy cao cấp tại Học viện Quân sự Frunze. Kể từ tháng 1 năm 1929 - chỉ huy trung đoàn súng trường 95 thuộc sư đoàn súng trường 32 Saratov. Từ tháng 1 năm 1931 - Tham mưu trưởng Quân đoàn súng trường Đặc biệt Primorsky của Tập đoàn quân độc lập Cờ đỏ Viễn Đông. Năm 1935 ông được cử đi học, học khóa bổ túc lịch sử quân sự tại Học viện Frunze, năm 1936 ông được chuyển sang làm học viên Học viện mới được thành lập của Bộ Tổng tham mưu Hồng quân, theo học khóa đầu tiên, về sau nổi danh là "Niên khóa Nguyên soái". Các tướng lĩnh lừng danh như Nikolay Vatutin, Vladimir Kurasov, Pavel Kurochkin, Leonid Sandalov... cũng đều học cùng nhóm với Malandin tại Học viện. Ông tốt nghiệp học viện năm 1938, được giữ lại giảng dạy với tư cách là một lãnh đạo cấp cao.
Từ năm 1939, ông được điều động làm Phó Tham mưu trưởng Quân khu Kiev (Tham mưu trưởng là Vatutin). Tháng 9 năm 1939, cơ quan đầu não của Phương diện quân Ukraina được thành lập trên cơ sở trụ sở bộ chỉ huy quân khu, trong đó Malandin đã tham gia vào chiến dịch Ba Lan của Hồng quân năm 1939. Ông gia nhập CPSU (b) từ năm 1940. Năm 1940, ông được chuyển sang Bộ Tổng tham mưu Hồng quân và được bổ nhiệm làm Phó cục trưởng Cục Tác chiến (Cục trưởng - Vatutin). Từ tháng 2 năm 1941, ông được thăng lên làm Cục trưởng Cục Tác chiến của Bộ Tổng tham mưu, thay cho người tiền nhiệm Vatutin được thăng chức làm Phó Tổng tham mưu trưởng thứ nhất phụ trách về các vấn đề hành quân và hậu cần.

### Chiến tranh Vệ quốc vĩ đại
Những ngày đầu của cuộc chiến, ngày 30 tháng 6, tướng Malandin được bổ nhiệm làm tham mưu trưởng Phương diện quân Tây, từ ngày 10 đến 21 tháng 7 năm 1941 - tham mưu trưởng Bộ Tổng Tư lệnh hướng Phương diện quân Tây. Trong suốt thời gian này, lực lượng Hồng quân ở hướng Tây, với những tổn thất nặng nề, đang phải rút lui vào sâu trong lãnh thổ đất nước, việc chỉ huy hướng và phương diện quân không thể tạo nên một mặt trận phòng thủ vững chắc. Tháng 7 năm 1941, ông bị giáng chức xuống làm Phó tham mưu trưởng Phương diện quân Tây.
Cuối tháng 9 năm 1941, khi Georgy Zhukov được điều động đến Phương diện quân Leningrad để cứu vãn tình thế. Trước đó, Zhukov đã đưa các tướng Mikhail Khozin và Ivan Fedyuninsky cùng đi với ông đến Leningrad để sẵn sàng điều động. Tướng Khozin lập tức được Zhukov phân công làm Tham mưu trưởng Phương diện quân Leningrad. Tuy nhiên, đến ngày 26 tháng 9, Khozin lại được bổ nhiệm làm Tư lệnh Tập đoàn quân 54. Đối diện với tình trạng khó khăn không có tham mưu trưởng, Zhukov lập tức phản ứng, đề đạt với Tổng tham mưu trưởng Boris Shaposhnikov cử các tướng Anisov, Malandin hoặc Sokolovsky đến chỗ ông để giữ vai trò tham mưu trưởng.
Sau thảm họa tại Vyazma, đến đầu tháng 10 năm 1941, tướng Maladin cũng bị loại khỏi cơ quan tham mưu phương diện quân. Tháng 11 năm 1941, ông được bổ nhiệm làm trưởng khoa của Học viện Bộ Tổng tham mưu Voroshilov (từ năm 1942 được đổi tên thành Học viện Quân sự cấp cao Voroshilov).
Tháng 12 năm 1943, theo yêu cầu cá nhân, ông lại được điều ra mặt trận, được bổ nhiệm làm tham mưu trưởng Tập đoàn quân 13 Phương diện quân Ukraina 1 (Tư lệnh Nikolay Pukhov, các chỉ huy phương diện quân là Nikolay Vatutin, Georgy Zhukov, Ivan Konev). Ở vị trí này, ông đã phục vụ cho đến khi kết thúc chiến tranh, tham gia thành công các chiến dịch Zhytomyr-Berdichev, Lvov-Sandomierz, Vistula-Oder, Hạ Silesia, Berlin và Praha.
Đồng thời, trái ngược với sự thăng tiến áp đảo của các nhà lãnh đạo quân sự Liên Xô khác, Malandin đã trải qua cuộc Chiến tranh Vệ quốc vĩ đại với hàng loạt lần cách chức (Tham mưu trưởng Phương diện quân, Phó Tham mưu trưởng Phương diện quân, Tham mưu trưởng Tập đoàn quân) và chưa từng được thăng quân hàm trong những năm chiến tranh.

### Thời hậu chiến
Tháng 6 năm 1945, ông được bổ nhiệm làm Tham mưu trưởng Cụm binh đoàn Trung tâm tại Áo. Từ 23 tháng 3 năm 1946 - Tham mưu trưởng Lực lượng Mặt đất - Phó Tổng Tư lệnh Lực lượng Mặt đất Liên Xô. Từ 12 tháng 11 năm 1948 - Phó Tổng tham mưu trưởng Bộ Tổng Tham mưu. Từ năm 1952 - Tham mưu trưởng - Phó Tư lệnh thứ nhất của Quân khu Karpat. Từ năm 1953 - một lần nữa là Phó Tổng Tham mưu trưởng. Tháng 3 năm 1955, ông được bổ nhiệm lại Tổng Tham mưu trưởng Lực lượng Mặt đất - Phó Tổng Tư lệnh thứ nhất Lực lượng Mặt đất.
Từ tháng 6 năm 1956 - trưởng phòng - phó thủ trưởng thứ nhất Học viện Quân sự Bộ Tổng tham mưu. Từ tháng 6 năm 1958 đến những ngày cuối cùng của cuộc đời ông - người đứng đầu học viện này. Giáo sư (1961). Ông tham gia công tác nghiên cứu, là tác giả của một số công trình quân sự-khoa học và lịch sử quân sự.

## Lược sử quân hàm
- Thiếu úy (1916)
- Trung úy (1917)
- Lữ đoàn trưởng (28.11.1935)
- Sư đoàn trưởng (4/11/1939)
- Trung tướng (06/04/1940)
- Thượng tướng (31/08/1945)
- Đại tướng (11/12/1948)

## Giải thưởng
- 3 Huân chương Lenin (21/02/1945, 05/06/1945, 17/12/1954)
- 3 Huân chương Cờ đỏ (22/02/1941, 11/3/1944, 20/06/1949)
- 2 Huân chương Suvorov, hạng độ 1 (04/06/1945, 29/05/1945)
- Huân chương Kutuzov hạng 1 (31.07.1944)
- Huân chương Suvorov hạng 2 (29/05/1944)
- Huân chương Sao Đỏ (16/08/1936)